# 塔季扬娜·拉扎列娃
塔季扬娜·維克托里芙娜·拉扎列娃（羅馬化：Tetiana Viktorivna Lazareva；1981年7月4日—）是一名乌克兰女子摔跤手。

## 比赛历史
2012年，拉扎列娃代表烏克蘭参加2012年夏季奧林匹克運動會摔跤比賽－女子自由式55公斤級。複賽時輸給对手托尼娅·费尔贝克，复活赛被杰克琳·伦特里亚击败，最終排名第五。於2004年夏季奥林匹克运动会，拉扎列娃也参加了同样体重類別的比赛，但是卻步外圍賽。
拉扎列娃的教练是她的丈夫格里戈里，他们有两名儿子——亚历山大以及阿列克谢。